# Aronova grobnica
Aronova grobnica je ime domnevnega Aronovega groba, ki je bil Mojzesov brat. V Pentatevhu obstajata dva opisa njegove lokacije in različne razlage te. Čeprav je v judovski tradiciji kraj Aaronovega groba, kot je Mojzes, zavit v skrivnost, ga islamska tradicija postavlja na goro Hor, blizu Petre v Jordaniji

## Lega
Pentatevh govori o Aronovi smrti. 4. Mojzesova knjiga (20. poglavje)  podaja natančno izjavo, da sta Mojzes in Aron kmalu po incidentu v Meribah (Kadeš). Ko sta Mojzes in Aron pokazala neučakanost ob pritoku vode iz skale, da bi potešila žejo ljudi, potem ko jima je Bog ukazal naj govorita na skalo, so se Aron, njegov sin Eleazar in Mojzes povzpeli na goro Hor, na robu meje Edoma. Tam je Mojzes slekel Aronu njegove duhovniške obleke in jih dal Eleazarju. Aaron je umrl in bil pokopan na vrhu gore, ljudje pa so žalovali za njim trideset dni. (Num 20,22)(Num 33,38) 
Gora Hor je običajno povezana z goro blizu Petra v Jordaniji, ki je v arabščini znana kot Jabal Hārūn ('Aronova gora'), na vrhu katere je bila v 14. stoletju zgrajena mošeja . Jožef Flavij in Evzebij Cezarejski v resnici opisujeta njegovo lokacijo nad mestom Petra.
Drugi zapis najdemo v 5. Mojzesovi knjigi, kjer Mojzes poroča, da je Aaron umrl pri Moserothu (Mosera) in bil tam pokopan.(Devt 10,6) Mosera se je identificirala z el-Tayibehom, majhnim vodnjakom na dnu prelaza, ki vodi do vzpona na goro Hor. Drugi pa so mnenja, da Mosera ne more biti tu, saj pot v 4. Mojzesovi knjigi  (Num 33,31-37) beleži sedem stopenj med Mosero in goro Hor. Iz podobnih razlogov drugi še vedno dvomijo, da se gora Hor v resnici lahko poistoveti z Jabalom Hārūnom .
Območje Jabal Hārūn (Aronova gora) občasno obiščejo judovski romarji in muslimani.

## Religiozni status
Jordanske oblasti menijo, da je Aronova grobnica kot mošeja in prepovedujejo judovske molitvene obrede. Avgusta 2019 je skupina izraelskih turistov delila videoposnetek, kako sami plešejo s Toro na mestu. Oblasti so nato odvzele verske predmete skupini in vrh zaprle za tuje skupine, ki od ministrstva Awqaf nimajo dovoljenja za obisk.